# Associazione Calcio "Gianni Corradini" 1941-1942
Questa voce raccoglie le informazioni riguardanti l'Associazione Calcio "Gianni Corradini"  nelle competizioni ufficiali della stagione 1941-1942.

## Rosa
| N. |                   | Ruolo | Calciatore          |
| -- | ----------------- | ----- | ------------------- |
|    | Italia (bandiera) | A     | Angelo Bertoni      |
|    | Italia (bandiera) | C     | Spartaco Bulgarelli |
|    | Italia (bandiera) | P     | Renato Catuzzi      |
|    | Italia (bandiera) | D     | Marino Cavazzuti    |
|    | Italia (bandiera) | A     | Mario Cordioli      |
|    | Italia (bandiera) | C     | Vivaldo Fornaciari  |
|    | Italia (bandiera) | C     | Aldo Grandi         |
|    | Italia (bandiera) | D     | Franco Guerri       |

| N. |                   | Ruolo | Calciatore         |
| -- | ----------------- | ----- | ------------------ |
|    | Italia (bandiera) | A     | Antenore Marmiroli |
|    | Italia (bandiera) | A     | Mario Montresor    |
|    | Italia (bandiera) | D     | Ugo Mora           |
|    | Italia (bandiera) | A     | Nello Portioli     |
|    | Italia (bandiera) | P     | Giovanni Rini      |
|    | Italia (bandiera) | A     | Andrea Romitti     |
|    | Italia (bandiera) | P     | E. Zamperini       |